# Polizeiruf 110: Mein letzter Wille
Mein letzter Wille ist ein deutscher Kriminalfilm von Ulrich Stark aus dem Jahr 2004. Der Fernsehfilm erschien als 257. Folge der Filmreihe Polizeiruf 110. Es war der letzte Fall des Duos Möller und Küppers, der letzte Polizeiruf, den der WDR produzierte, sowie der letzte Filmauftritt von Inge Meysel, die kurz nach der Ausstrahlung verstarb.

## Handlung
Die 92-jährige Elisabeth Kampnagel hat genug. Sie will ihrem Leben ein Ende setzten, macht sich zurecht und setzt sich in ihren Oldtimer. Sie durchbricht eine Baustelle und steuert ihren Wagen schließlich auf eine im Bau befindliche Brücke zu. Bevor sie sich jedoch fahrend in den Abgrund stürzen kann, überfährt sie einen Mann. Beide landen im Krankenhaus, wobei der Mann beim Unfall eine retrograde Amnesie erlitten hat. Er weiß nicht, wer er ist und was er vor dem Unfall getan hat. Er ist so verzweifelt, dass er sich umbringen will. Elisabeth Kampnagel hält ihn davon ab und verspricht, ihm zu helfen. Dabei setzt sie auf die Polizisten Sigi Möller und Kalle Küppers sowie die Kölner Kriminalbeamtin Gabi Bauer.
Kalle Küppers ist immer noch Polizist in Volpe, hat geheiratet und ist Vater von Zwillingen geworden. Sigi Möller ist inzwischen bei der Fahndung in Wuppertal gelandet, während Gabi Bauer nach verschiedenen Stationen, darunter Amerika, nun seit zwei Jahren beim LKA in Düsseldorf gelandet ist und kurz vor der Beförderung ins Zeugenschutzprogramm des BKA steht. Sigi und Gabi waren einst ein Paar, bevor Gabi Sigi verlassen hat. Inzwischen ist sie mit dem BKA-Beamten Dissner zusammen. Ex-Taubenzüchter Plonner, der inzwischen mit Gemeinderat Mühlbach den italienischen Feinkostversand MÜPLO ins Leben gerufen hat, holt Gabi nach Volpe, wo inzwischen auch Sigi und Kalle eingetroffen sind. Gemeinsam sehen sie sich eine Videobotschaft von Elisabeth Kampnagel an. Sie bittet sie darum, die Identität des unbekannten und inzwischen „Mr. Nobody“ genannten Mannes herauszufinden. Sie habe zudem drei Briefe vorbereitet, die bei Nichthilfe alle drei in Schwierigkeiten bringen könnten. Bei einem zurückliegenden Fall hatten sich alle drei falsch verhalten, die Mörderin Elisabeth Kampnagel laufen lassen, Beweise vernichtet usw. Notgedrungen stimmen Sigi, Kalle und Gabi zu, der Rentnerin zu helfen.
Mr. Nobody, der gebrochen Deutsch, aber sehr gut Italienisch spricht, wird im Haus von Elisabeth Kampnagel untergebracht. Gabi nimmt Fingerabdrücke von Mr. Nobody und schickt sie über Dissner ans BKA. Mr. Nobody lernt unterdessen Elisabeth Kampnagels Nachbarin Amelie Neumann kennen, die ebenfalls Italienerin ist. Er verliebt sich in sie. Eines Tages erscheinen überraschend Killer beim Haus und schießen scheinbar auf Gabi. Mr. Nobody reagiert wie ein Profi, zeigt, dass er mit der Waffe umgehen kann, und überwältigt sogar den stellvertretenden Chef des BKA, der mit Dissner ebenfalls vor Ort ist. Mit dem Fall des Mr. Nobody scheint ein anderer Fall verbunden zu sein. Mafioso Michele Potazzi wurde verhaftet, da endlich jemand den Mut gefunden hat, gegen ihn als Kronzeuge auszusagen. Der Killer Il Lupino wurde auf den Kronzeugen angesetzt. Das BKA und Dissner machen Sigi und Kalle klar, dass es sich bei Mr. Nobody um den Kronzeugen handelt. Beide werden jedoch stutzig, als die beiden Killer auf Motorrädern erneut auftauchen und Amelie ins Visier nehmen. Gabi recherchiert in Dissners Computer und erkennt, dass dieser mit der Mafia zusammenarbeitet und Kronzeugin Amelie alias Silvia Giotti an die Mafia verkauft hat. Er hat zudem die Fingerabdrücke von Mr. Nobody untersucht, die mit denen von Il Lupino übereinstimmen.
Sigi, Kalle und Gabi verfolgen Mr. Nobody, der mit Amelie einen Spaziergang machen wollte, und stellen ihn in Elisabeth Kampnagels Zimmer, als er gerade Amelie küsst. Vor der alten Dame wollen sie nicht verraten, dass Mr. Nobody in Wirklichkeit ein gefährlicher Killer ist. Er ahnt die Wahrheit. Amelie wird unterdessen von Dissner als Zeugin in ein anderes Gebäude verlegt. Gabi kann den neuen Aufenthaltsort herausfinden. Als Dissner Amelie von den beiden Killern ermorden lassen will, retten Sigi, Kalle, Gabi und Mr. Nobody sie. Dissner wird verhaftet. Vor dem stellvertretenden BKA-Chef behaupten die Beteiligten, dass es keinen Il Lupino gebe, der nur eine Legende der Mafia war. Gabi gibt Mr. Nobody eine neue Vergangenheit, mit dem Namen des Wirts in Volpe Gabriele Vincente und Versatzstücken aus Italienurlauben mit Sigi. Er wird die Zukunft mit Amelie im Zeugenschutzprogramm verbringen. Elisabeth Kampnagel macht dem Trio in einer zweiten Videobotschaft klar, dass die drei Erpresserbriefe nur erfunden waren und sie hoffe, dass Mr. Nobody seine Identität wiederhabe. Zwar deutet sie an, verstorben zu sein, steht jedoch kurz darauf vor dem Trio. Sie hat sich nun entschlossen, mit Plonner zusammen den Feinkosthandel fortzuführen. Sigi und Gabi wiederum kommen am Ende wieder zusammen.

## Produktion

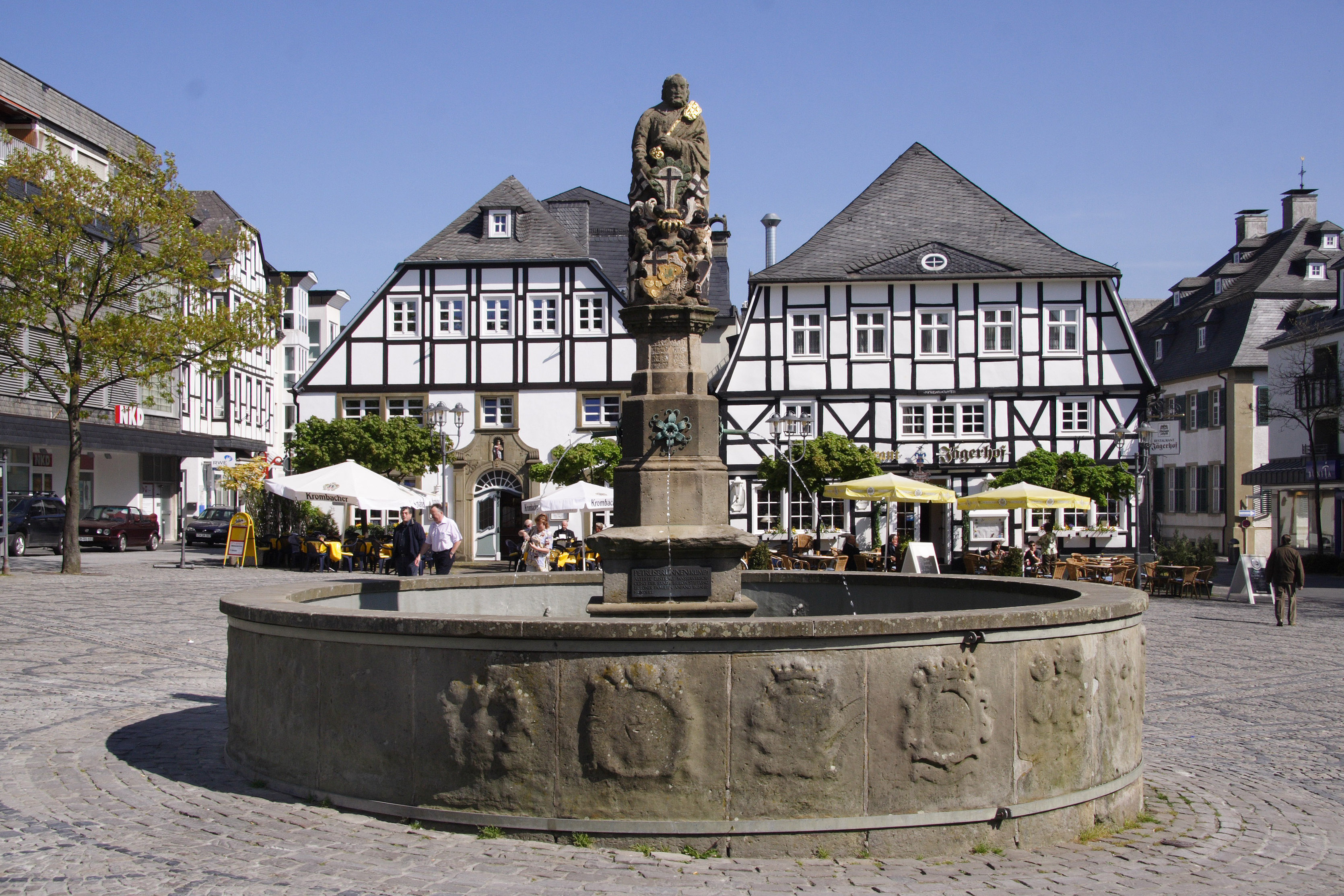
Brilon, ein Drehort des Films

Mein letzter Wille wurde vom 25. April bis 25. Mai 2003 in Brilon sowie München und Umgebung gedreht. Die Kostüme des Films schuf Barbara Ehret, die Filmbauten stammen von Josef Sanktjohanser und Hans Zillmann. Der Film erlebte am Pfingstmontag, 31. Mai 2004, auf dem Ersten seine Fernsehpremiere. Die Zuschauerbeteiligung lag bei 16,5 Prozent (5,22 Mio.). Zuvor war der Film bereits am 29. April 2004 im Rahmen der Criminale 2004 im Goli-Theater in Goch in Anwesenheit des Regisseurs, der Drehbuchautoren und der Hauptdarsteller Oliver Stritzel und Martin Lindow zu sehen.
Der Film war von Beginn an als letzte Folge und „repräsentative[r] Ausstand“ des Duos Möller und Küppers geplant, die hier in ihrem achten Fall ermitteln. Er stellte zudem den letzten Beitrag des WDR zur Reihe Polizeiruf 110 dar, wollte sich der Sender doch zukünftig auf die Reihe Tatort konzentrieren und sah seinen „Beitrag für die ARD [als] erfüllt“ an. Ein Grund für das Aus war auch, dass Andrea Sawatzki seit 2001 auch als Tatort-Ermittlerin im Fernsehen zu sehen war und Tatort und Polizeiruf „getrennt bleiben“ sollten; zudem waren die Einschaltquoten über die Jahre zurückgegangen.
Im Film enthalten sind Szenen in Schwarzweiß aus ihren ersten, mit dem Adolf-Grimme-Preis ausgezeichneten Fall 1A Landeier, in dem Inge Meysel als Elisabeth Kampnagel am Ende zwar den Mord gestanden hatte, jedoch nicht ernst genommen und daher laufen gelassen wurde. Dies nimmt Meysels Figur nun zum Anlass, um die Ermittler zur Mitarbeit zu bewegen. Im Film sind weitere Figuren zu sehen, die in der Reihe immer wieder auftauchen: Gemeinderat Mühlbach, Ex-Taubenzüchter und nun Feinkostlieferant Plonner (in La Paloma mit Vornamen „Franz“, hier mit Vornamen „August“) sowie Sigis Ex-Freundin Gabi Bauer, dargestellt von Andrea Sawatzki. Die hatte sich nach dem sechsten Fall Bruderliebe aus dem Drehbuch schreiben lassen, kehrte jedoch für die letzte Folge zurück. Volpes Bürgermeister Huffer wird genannt, taucht im Film selbst jedoch nicht auf.
Mein letzter Wille ist der einzige Möller-Küppers-Polizeiruf, in dem in den Credits nicht die beiden Polizisten an erster Stelle stehen, sondern Inge Meysel als Elisabeth Kampnagel. Meysel hatte die Rolle bereits in den ersten drei Folgen der Reihe übernommen. Die Dreharbeiten zu Mein letzter Wille begannen, als Meysel erste Symptome von Altersdemenz zeigte. Sie habe im Film „eine reelle Chance [gehabt], sich noch einmal als große Schauspielerin zu präsentieren, und sie nutzte sie“, so Die Welt. Die Rheinische Post nannte den Film „ein (Abschieds-)Geschenk [Inge Meysels] an die TV-Gemeinde.“ „Willkommen und Abschied, das macht diesen Film zu einem würdigen Denkmal, errichtet zu Lebzeiten, wenn auch auf dem Weg der Inge Meysel in eine eigene Welt. Der skurrile Humor der Story ermöglicht, dass wir sie als Vollblut-Granddame mit Witz in Erinnerung behalten können“, so die Thüringer Allgemeine. Meysel ist im Film nicht nur zu Beginn, sondern auch in der letzten Einstellung zu sehen: Das Foto an der Wand zeigt sie als junge Schauspielerin. Die Ausstrahlung des Films erfolgte am Tag nach ihrem 94. Geburtstag, den sie am 30. Mai 2004 beging. Am 10. Juli 2004 verstarb sie.

## Kritik
„Skurrile Figuren, feine Ironie und viel Amore“, fasste die TV Spielfilm zusammen. „Der Film glänzt […] mit schwarzem Humor, flotten Sprüchen und seinen skurrilen Individuen. Die Lösung des reichlich verwickelten Kriminalsfalls bedarf allerdings bisweilen der filmischen Brechstange“, befand das Darmstädter Echo.
Mein letzter Wille sei „eine Hommage [an Inge Meysel] und kein Benefizspiel ohne Substanz und schon gar keine peinliche Vorführung“, konstatierte Die Welt. Dennoch ringe der Film auf Dauer „zu sehr darum, skurril, anspielungsreich und komisch sein zu wollen. So chargiert der Film ständig zwischen gefühlsecht und klamottig“. Für die Stuttgarter Zeitung war der Krimi „eigentlich eine gradlinige Geschichte …, die jedoch durch viele amüsante Details aufgelockert wird. Vor allem aber lebt ‚Mein letzter Wille‘ von der spürbaren Absicht aller Beteiligten, dem Trio aus dem Bergischen Land ein filmisches Denkmal zu setzen. Mitunter grenzt der Krimi an eine Persiflage.“
Der Tagesspiegel befand, dass Mein letzter Wille „kein besonders guter Krimi [ist]. Er möchte humorvoll und skurril sein, aber es reicht nur zum Witzeln. Die Figuren sind comichaft, aber zu halbherzig gezeichnet, ohne die Coolness, die sie bei Detlef Buck wahrscheinlich hätten. Viele Klischees.“ Der Film könne sich nicht entscheiden, ob er „eine Krimikomödie, eine Cop-Klamotte oder einfach nur ein Spaß für Inge Meysel sein will“, fasste die Leipziger Volkszeitung zusammen. „[E]in gerüttelt Maß an skurrilem Humor half […] der hanebüchenen Mafia-Geschichte auf die Sprünge“, schrieb die Mitteldeutsche Zeitung.